# Rolland Courbis
Rolland Courbis (Marseille, 12 augustus 1953) is een Frans voetbaltrainer en voormalig voetballer.

## Erelijst

### Als speler
AS Monaco
- Ligue 1

1977/78, 1981/82
- Coupe de France

1980
 Toulon
- Ligue 2

1983/1983
 Olympiakos
- Super League

1973/74

### Als coach
AC Ajaccio
- Ligue 2

2001/02
 USM Alger
- Beker van Algerije

2013
- Arabische Champions League

2013